# Május negyedike mozgalom

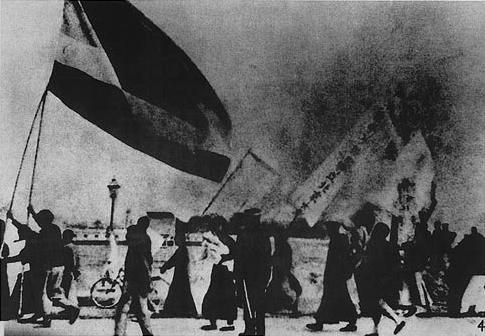
A pekingi hallgatók felvonulása a május negyedike mozgalom megmozdulásai egyikén.

A május negyedike mozgalom imperialistaellenes, szellemi, kulturális, tudományos és társadalmi-politikai változást követelő forradalmi megmozdulás-sorozat, amely az 1919. május 4-én Pekingben tartott diáktüntetésekből bontakozott ki és országos méretűvé szélesedett. 
Egyetemi hallgatók tiltakoztak a kínai kormányzat első világháborút lezáró versailles-i szerződés tárgyalásain mutatott gyenge fellépése miatt és amiatt, hogy a nyugati hatalmak folyamatosan aláássák a kínai függetlenség ügyét; különös tekintettel arra, hogy a miniszterelnök Tuan Csi-zsuj (Duan Qirui) beleegyezett abba, hogy japán kölcsönök fejében a Japán Birodalom megőrizhette azokat a területeket Santungban, amelyeket a Német Császárság elvesztett és átadott Csingtao (Qingdao) ostroma után 1914-ben Japánnak. A mozgalom követelései között szerepelt még a teljes kínai függetlenség és önállóság helyreállítása, a konfuciánus értékek elhagyása, a demokratikus és liberális kormányzás, a tudományon és az iparon alapuló társadalom megteremtése. 
A pekingi tüntetések országos megmozdulásokat váltottak ki és felgyorsították a kínai nacionalista gondolkodás terjedését és erősödését. Egyben segítették a szélsőséges eszmék kibontakozását és növelték ezek szerepét a politikai mozgósításban; a tömegek eltávolodtak a kulturális tevékenységtől, rendezvényektől, illetve a hagyományos kínai szellemi és politikai értékektől és ez a mozgalom indította el a világ legnagyobb parasztforradalmát is. 
Sok politikai és társadalmi vezető, aki a következő öt évtizedben jelentős politikai szerepet játszott Kína viharos történelmében, ebben a mozgalomban kezdte politikai tevékenységét, pályafutását és innen emelkedett fel.  
Sokszor tágabb értelemben használják a „május negyedike mozgalom” kifejezést, gyakran az 1915 – 1921 közötti időszakra utalnak vele, amit másként új kultúra mozgalomnak hívnak, viszont valójában ebből nőtt ki a május negyedike mozgalom, ami nyílt politikai mozgalommá vált.

## Háttér
„Az 1919 körül kialakult légkör és politikai hangulat”, – az Oxfordi Egyetem történésze, Rana Mitter szavaival – „azon eszmék kicsúcsosodása, amelyek Kína emlékezetes huszadik századát alakították”. A Csing-dinasztia 1911-ben felbomlott, ez jelezte a császári birodalmi kormányzás ezer esztendejének a végét, és elméletileg új korszak nyílott, amelyben a politikai irányítás és hatalom az emberek kezébe került. Kína szétaprózódott nemzetté vált, amelyet hadvezérek uraltak, akiket inkább a személyes politikai hatalom megszerzése, bővítése, vagy megtartása és a tartományaik hadserege foglalkoztattak, mint a nemzeti érdekek. 1916-ban Jüan Si-kaj (Yuan Shi-kai) halála után a pekingi kormányzat a belső nézeteltérések elsimítására, rendezésére összpontosított és keveset tudott volna tenni a külföldi befolyás és ellenőrzés ellensúlyozására. Az 1919-es koreai március elsejei mozgalom, az 1917-es orosz forradalom eszméi, az idegen hatalmak által rájuk mért csapások és vereségek, valamint a császárság területének befolyási övezetekre osztása együttes hatásaival mind tüzelték a kínai nacionalizmust, annak erősödését a feltörekvő középosztályban és a kulturális vezetők körében. 
Az új kultúra mozgalom vezetői úgy vélték, hogy a hagyományos konfuciánus értékek felelősek a nemzet politikai gyengeségéért. A kínai nacionalisták a hagyományos értékek elutasítására hívtak fel mindenkit; „Mr. Konfuciusz" helyett „Mr. Science” (賽先生, szaj hszianseng (sài xiānsheng)) és „Mr. Democracy” (德先生, tö hszianseng (dé xiānsheng)) nyugati eszméinek és eszményeinek a befogadását szorgalmazták az új kínai nemzet megerősítése érdekében. Ezek a „képromboló” és hagyományellenes nézetek, irányzatok és fellépések a mai napig alakítják Kína politikáját és kultúráját.

## Santung-kérdés
Kína 1917-ben lépett be az első világháborúba a Szövetségesek oldalán. Abban az évben 140 000 kínai munkást küldtek (a brit hadsereg részeként, mint Kínai Munkáshadtestet) Franciaországba. Az 1919. áprilisi versailles-i szerződés a császári németek Santung tartományban szerzett jogait az azt megszálló Japánnál hagyta. A kínai kormány képviselői ezért az alábbi igényeket terjesztették elő a béketárgyalásokon: 
1. minden idegen hatalom összes kiváltságának azonnali megszüntetése Kínában; például a „területenkívüli” részek jogainak megvonása
2. a Japán Császárság „huszonegy-pontos igényének” elutasítása és törlése
3. Santung területének és eladott jogainak visszatérése Kínához, amelyeket Japán az első világháború alatt a császári Németországtól megszerzett.

A nyugati szövetségesek uralták a versailles-i találkozót, és kevés figyelmet fordítottak a kínai igényekre. Nagy-Britanniát és Franciaországot elsősorban Németország megbüntetése érdekelte. Noha az Egyesült Államok előterjesztette Woodrow Wilson tizennégy pontját, a népek és az államok önrendelkezési jogáról szóló elképzelését; David Lloyd George, Georges Clemenceau és az Egyesült Államok Kongresszusának makacs ellenállásával szemben nem lehetett érvényesíteni ezeket az eszményeket. Az amerikai szólamok az önrendelkezésről a Nemzetek Szövetségében vonzónak tűntek a kínai értelmiségiek számára, ám a kínai igények figyelmen kívül hagyását a nyugati szövetségesek árulásának tekintették és haragot váltott ki bennük. A békekonferencián hozott döntés adta meg a végső szikrát a május negyedike mozgalom indulásához, és Santung-kérdés néven vált ismertté.

## A tiltakozások időrendje
1919. május 4-én reggel tizenhárom különböző pekingi egyetem hallgatóinak a képviselői találkoztak és öt pontos állásfoglalást fogalmaztak meg: 
1. ellenzik Santung tartomány átadását a  japánoknak a korábbi német engedélyek alapján
2. felhívják a kínai tömegek figyelmét  Kína bizonytalan helyzetére és tudatosítják bennük ezt
3. egy nagyszabású nemzeti összejövetelt hirdetnek Pekingbe
4. egy pekingi hallgatói szövetség létrehozásának elindítása
5. egy délutáni tüntetés megszervezése a versailles-i szerződés feltételei elleni tiltakozásul

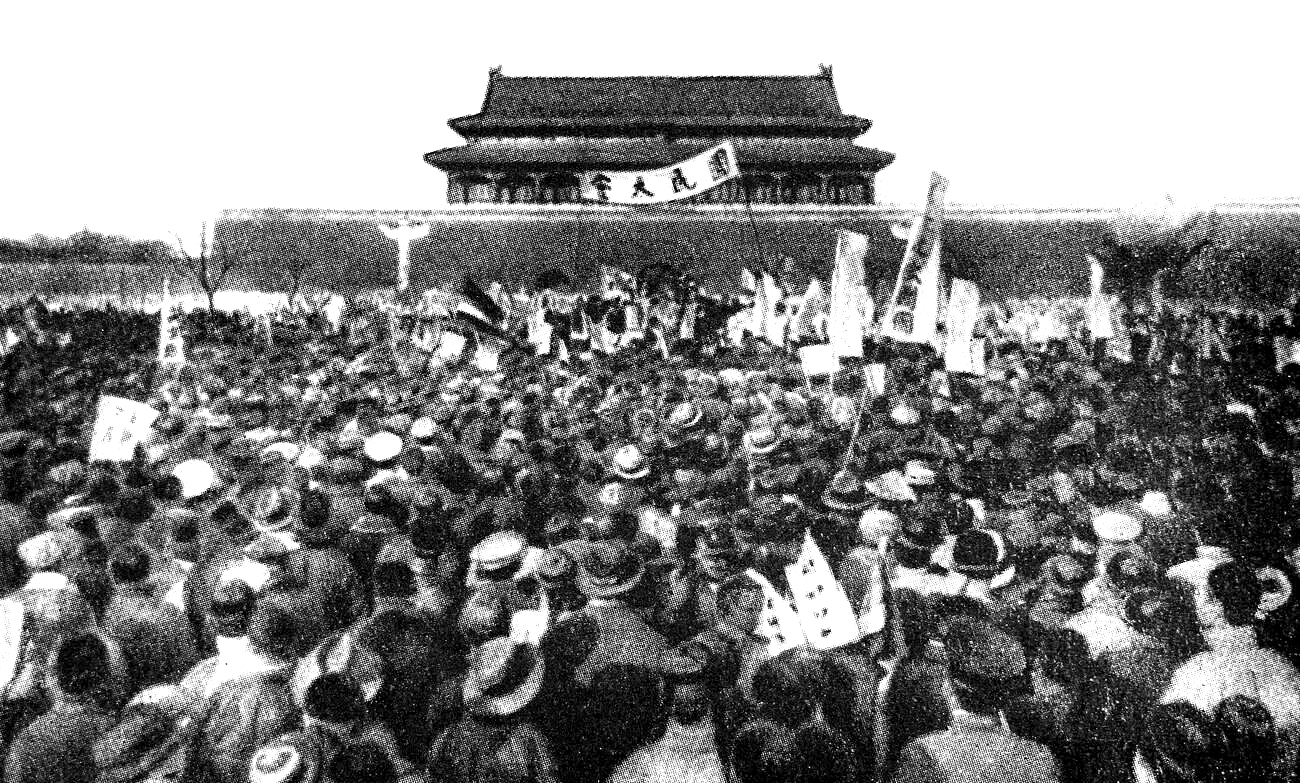
A tüntetők elégedetlenségüknek adnak hangot a versailles-i megállapodás miatt

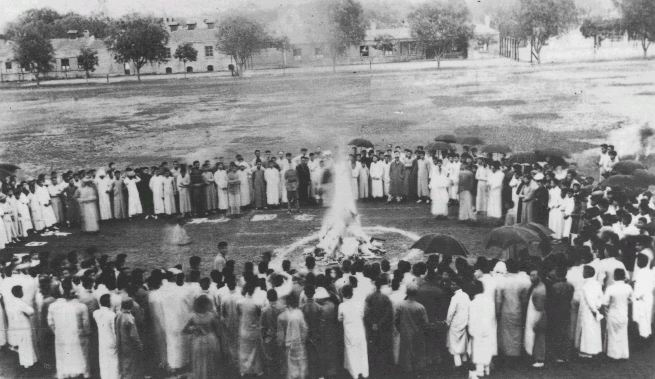
A Csinghua (Qīnghuá) Egyetem hallgatói japán termékeket égetnek el

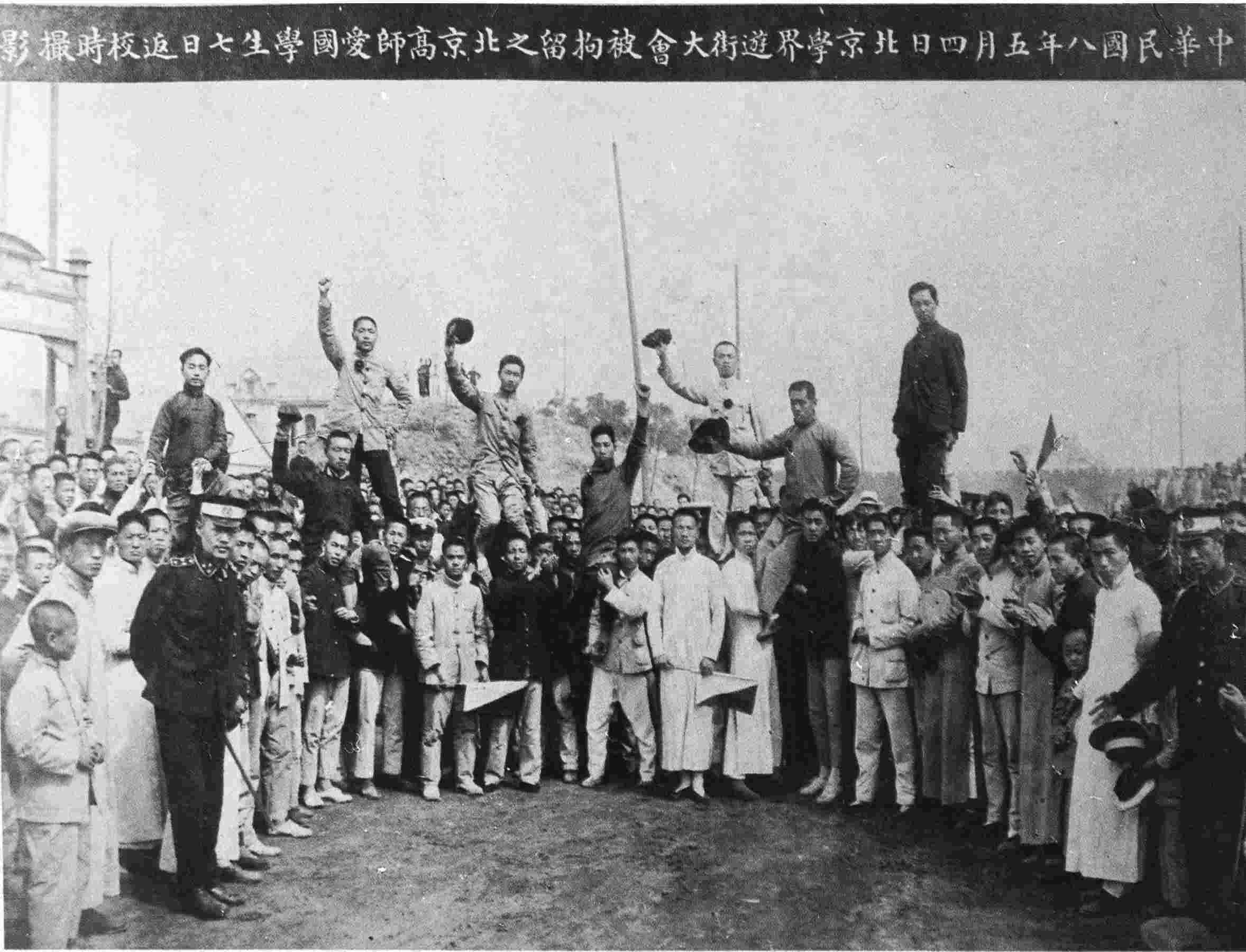
A Pekingi Általános Egyetem hallgatói, miután a kormány a május negyedike mozgalom miatt letartóztatta őket

Május 4-én délután a Jencsing (Yanjing) Egyetem, a Pekingi Egyetem és több más egyetem mintegy 4000 hallgatója a város minden pontjáról a Tiananmen térre vonult. Olyan jelszavakat kiabáltak, mint: „küzdjünk hazánk teljes önállóságért”, „szabaduljunk meg a nemzet árulóitól”, „utasítsuk vissza Japán huszonegy-pontos igényét” és „ne írjuk alá a versailles-i megállapodást”. 
Dühüket fejezték ki a diákok Kína szövetségeseinek árulása miatt; elítélték a kormány gerinctelen viselkedését, felszólítottak a kínai érdekek védelmére, a japán termékek bojkottjára. A tüntetők három kínai tisztviselő lemondását követelték, akiket azzal vádoltak meg, hogy együttműködtek a japánokkal. Ezen tisztviselők lakhelyét felgyújtották és néhány alkalmazottukat megverték; erre a tüntetőket letartóztatták, börtönbe vetették és súlyosan bántalmazták.
Másnap az összes pekingi diák sztrájkba lépett, majd Kína nagyobb városaiban a hallgatók, a hazafias érzelmű kereskedők és munkások is csatlakoztak a tiltakozásokhoz. A tüntetők ügyesen tettek közzé felhívásokat az újságokban és küldték szét képviselőiket az ország egész területére, hogy eljuttassák oda gondolataikat és követeléseiket. Június elejétől a sanghaji munkások és üzletemberek szintén sztrájkba léptek, amikor a mozgalom központja Pekingből Sanghajba került. A tizenhárom egyetem vezetője a foglyok szabadon bocsátásáért tett lépéseket, a pekingi egyetem vezetője, Caj Jüan-pej pedig tiltakozásul lemondott. 
Újságok, folyóiratok, állampolgári társaságok és kereskedelmi kamarák támogatták a hallgatókat. Kereskedők például azzal fenyegetőztek, hogy visszatartják az adóbefizetéseiket, ha Kína kormánya továbbra is tétlen marad. Sanghajban a kereskedők és a munkások általános sztrájkja szinte megbénította  az egész kínai gazdaságot. A nyilvánosság erőteljes nyomására a pekingi kormányzat elengedte a letartóztatott hallgatókat és elbocsátotta állásából Cao Zsu-lint (Cao Rulint), Csang Cung-hsziangot (Zhang Zongxiangot) és Lu Cung-jüt (Lu Zongyut), akiket azzal vádoltak, hogy együttműködtek a japánokkal. A párizsi kínai képviselők megtagadták a versaillesi-szerződés aláírását: a május negyedike mozgalom kezdeti győzelmet ért el, amely elsősorban jelképesnek tekinthető, mivel Japán egyelőre megőrizte a Santung-félsziget és a Csendes-óceán egyes szigeteinek felügyeletét és irányítását. Még a mozgalom részleges sikerei is megmutatták a kínai társadalmi osztályok azon képességét, hogy az ország egész területén megfelelő vezetés, célok és ösztönzés mellett sikeresen együttműködhetnek.

## A kínai kommunizmus születése
A Kínai Népköztársaságban régóta az a legelfogadottabb nézet, hogy az 1919-es tüntetéssorozat és az azt követő elnyomás ösztönözte a vitát a lehetséges politikai változásokról és ennek eredményeként látták egyre megvalósíthatóbbnak a baloldali társadalmi változást. Olyan emberek, mint Csen Tu-hsziu (Chen Duxiu) és Li Ta-csao (Li Dazhao) gondolkodásukban egyre inkább balra tolódtak és 1921-ben a Kínai Kommunista Párt alapítóivá váltak; míg más értelmiségiek is, például az anarchista író és agitátor, Pa Csin (Ba Jin) szintén részt vettek a májusi megmozdulásokban. Az eredetileg voluntaristák, vagy nihilisták, mint például Li Si-cen (Li Shicen) és Csu Csien-cse (Zhu Qianzhi), hasonlóan másokhoz baloldali nézeteket kezdtek vallani, amikor az 1920-as években Kína egyre forrongóbbá, forradalmibbá vált.[forrás?]
1939-ben Mao Ce-tung azt állította, hogy a május negyedike mozgalom csak egy állomás volt a nagy kínai kommunista forradalom felé vezető úton: 

Húsz évvel ezelőtt a május negyedike mozgalom új szakaszt jelentett a kínai polgári-demokratikus forradalomban az imperializmus és a feudalizmus ellen. A kulturális reformmozgalom, amely a május negyedike mozgalomból nőtt ki, csak a forradalom egyik megnyilvánulása volt. Az új társadalmi erők növekedésével és fejlődésével abban az időszakban egy hatalmas erő jelent meg a polgári-demokratikus forradalomban, amely a munkásosztályból, a hallgatói tömegből és az új nemzeti polgárságból állt össze egy táborba. A május negyedike mozgalom működése alatt több százezer hallgató bátran lépett be az élcsapatba. E tekintetben a május negyedike mozgalom egy lépéssel túlhaladt az 1911-es forradalmon.

– Mao Ce-tung válogatott művei

A május negyedike mozgalom szellemi fordulópontként szolgált Kínában; ez az esemény radikalizálta a kínai gondolkodást. A nyugati stílusú liberális demokrácia korábban vonzó volt a kínai értelmiségiek körében, ám a versailles-i békeszerződés miatt (amelyre Kína érdekeinek elárulásaként tekintettek) elvesztette vonzerejének nagy részét. Woodrow Wilson tizennégy pontját, annak ellenére, hogy az erkölcstanból ered, nyugati-központúnak és képmutatóknak tekintették.[forrás?]
A kínai szellemi közösségekben sokan úgy gondolták, hogy az Egyesült Államok keveset tett annak érdekében, hogy meggyőzze és rávegye az imperialista nagyhatalmakat (különösen Nagy-Britanniát, Franciaországot és Japánt) a wilsoni tizennégy pont betartására, és azt látták, hogy az Egyesült Államok maga sem csatlakozott a Nemzetek Szövetségéhez; ennek eredményeként elfordultak a nyugati liberális demokratikus mintától. A marxizmust kezdték vizsgálni és inkább ez foglalkoztatta a kínai szellemi életet; különösen azok között hatott, akik már a baloldalon helyezkedtek el. Ebben az időben néhány kínai értelmiségi, például Csen Tu-hsziu (Chen Duxiu) és Li Ta-csao (Li Dazhao) komolyan tanulmányozta a kommunizmust.[forrás?]

## Történelmi jelentősége

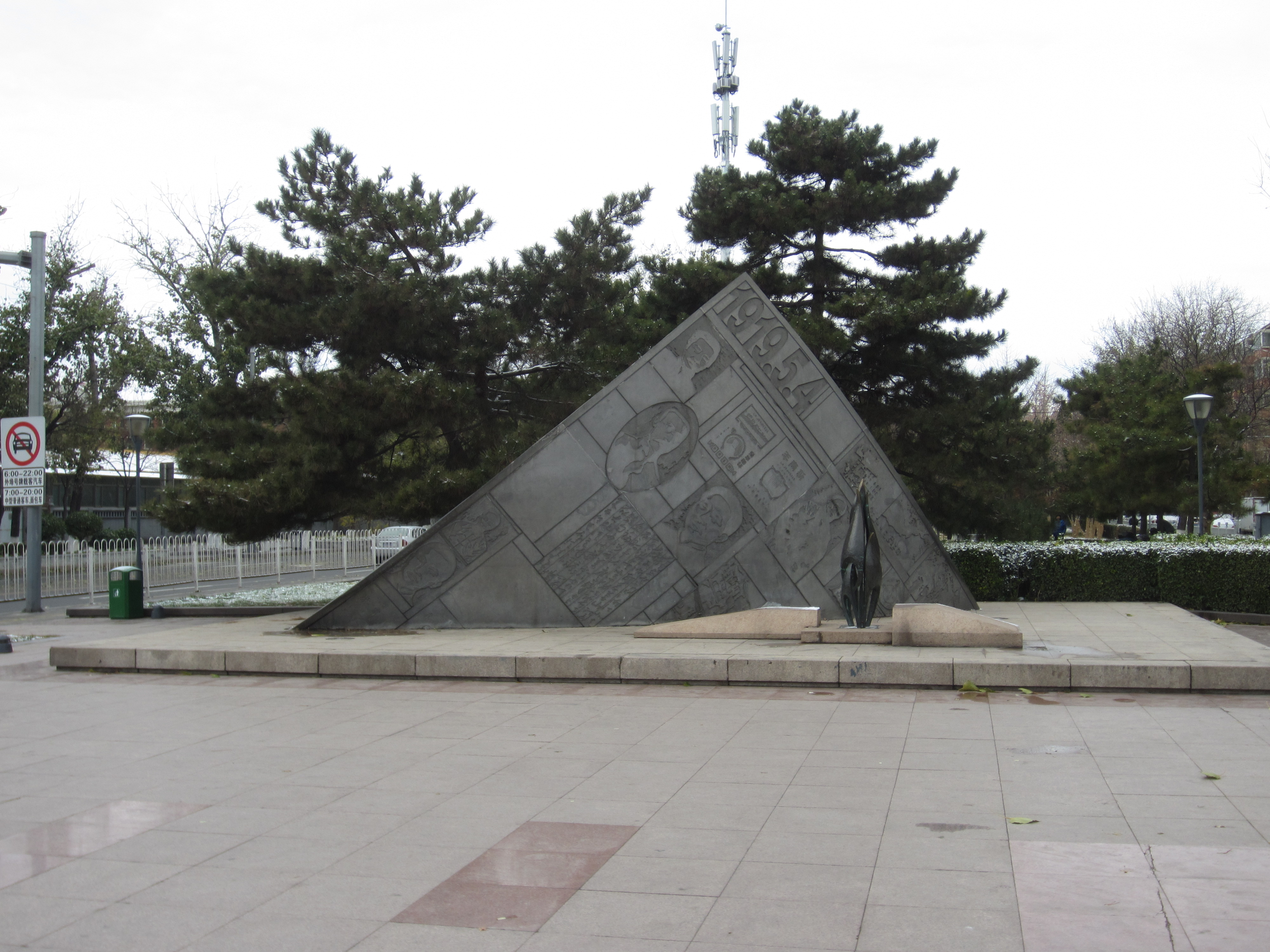
A május negyedik mozgalom emlékműve a pekingi Tungcseng (Dongcheng) körzetben

A tudósok az új kultúra mozgalmat és a május negyedike mozgalmat jelentős fordulópontnak tekintik Kína történetében, a közszolgálati rendszer 1905-ben történő megszüntetésével és a monarchia 1911-es megdöntésével együtt. Az akkori résztvevők, mint például Hu Si (Hú Shì), ezt a korszakot kínai reneszánsznak nevezték, mivel nagymértékben összpontosítottak a tudományra és a társadalmi kísérletezésre. A kínai irodalomban a május negyedike mozgalmat vízválasztónak tekintik, mert a fellépésük hatására az addigi népi nyelv (pajhua (baihua)) általános használatát felváltotta az irodalmi kínai. Az értelmiségiek arra törekedtek, hogy a beszélt nyelven fejezzék ki magukat: a 我手写我口 (vo souhszie vo kou (Wǒ shǒuxiě wǒ kǒu), „a kezem azt írja, [amit] a szám [beszél]”) jelmondatuk szerint, bár a változás valójában fokozatosan történt: Hu Si (Hú Shì) már érvelt az irodalomban használt modern népi nyelvért, az „Irodalmi reform előzetes megbeszélése” (文学改良刍议, venhszüe kajliang csuji (Wénxué gǎiliáng chúyì)) 1917-ben megjelent esszéjében, míg az első, kizárólag a népi nyelven írt novellát, Lu Hszün (Lu Xun) The True Story of Ah Q című írását 1921-ben tették közzé. 
A hagyományos kínai értékekkel szembeni mozgalmi fellépés azonban erőteljes ellenzésre is talált, különösen a Kuomintang részéről. A nézetük szerint a mozgalom elpusztította a kínai hagyomány értékes elemeit, és túl nagy hangsúlyt fektettek a közvetlen politikai fellépésekre és a radikális hozzáállásra, amelyek a kialakulóban lévő Kínai Kommunista Párthoz köthetőek. Másrészt, a kommunista pártban (amelynek két alapítója, Li Ta-csao (Li Dazhao) és Csen Tu-hsziu (Chen Duxiu), [akik részt vettek a május negyedike mozgalomban is vezetőkként] kedvezőbbnek tekintették a mozgalom korai hatásait, inkább hangsúlyozták az  értelmiségiek felvilágosító munkájának a jelentőségét, nem pedig azok forradalmi szerepét.
Szélesebb értelemben a május negyedike mozgalom egy radikális értelmiségi réteg létrejöttéhez vezetett, akik a parasztok és a munkások meggyőzésével törekedtek a kommunista párt tömegbázisának szélesítésére, és elérték a szervezet megerősödését, amely megalapozta a kommunista forradalom sikerét.

## Bírálata és elutasítása
Noha a mozgalom nagy befolyást gyakorolt a politikára, akkoriban sok értelmiségi ellenezte a hagyományok elleni üzenetét, és sok politikai szereplő meg is tagadta ennek hirdetését. 
Csang Kaj-sek (Chang Kai-shek), mint nacionalista és konfuciánus, ellenezte a május negyedike mozgalom hagyományrombolását, mint antiimperialista, szkeptikus volt a nyugati befolyással, ötletekkel és irodalommal szemben. Ő és Dr. Szun Jat-szen (Sun Yat-sen) bírálta a május negyedike mozgalom értelmiségi vezetőit az ifjúság erkölcsi megrontásáért és lezüllesztéséért. Amikor a nacionalista párt Csang Kaj-sek (Chang Kai-shek) vezetésével hatalomra került, a május negyedike mozgalom törekvéseivel pont  ellentétes irányt vett a politikájuk. Az Új Élet Mozgalom oktatta és terjesztette a konfucianizmust, a Kuomintang megtisztította Kína oktatási rendszerét a nyugati hatásoktól és kötelezően felvette a konfucianizmus oktatását a tantervbe. A tankönyvkiadás, a vizsgarendszer, a kinevezések és a fokozatok odaítélése; az egész nevelési és oktatási rendszer – az egyetemeket is, amik elvesztették önállóságukat – mind az állam kezébe került, az irányította a nemzeti párt igényei és elvárásai szerint azt.
Egyes konzervatív filozófusok és értelmiségiek ellenálltak minden változtatási kísérletnek, de ezeknél sokkal többen elfogadták, vagy üdvözölték a nyugati behatást; ám az új kínai rendszert a hazai, nem pedig az nyugatról átvett értékekre alapozták. Az így gondolkodók: Liang Su-ming (Liang Shuming), Liu Si-pej (Liu Shipei), Tao Hszi-seng (Tao Xisheng), Hsziung Si-li (Xiong Shili), Csang Ling-lin (Zhang Binglin) és Lu Hszün (Lu Xun) testvére, Csou Cuo-zsen (Zhou Zuoren). A későbbi években mások további bírálatokat hangoztattak, köztük Lin Jü-tang (Lin Yutang), Csien Mu (Qian Mu), Hszü Fu-kuan (Xu Fuguan) és Jü Jing-si (Yu Yingshi) is. 
A kínai muszlimok figyelmen kívül hagyták a május negyedike mozgalom törekvéseit, folytatták a hagyományos kínai nyelv és irodalom tanítását az arab nyelv és a Korán mellett, valamint a hivatalosan elfogadott egyéb tantárgyakat a "Wanxiani Általános Iszlám Iskolában". A Korán hagyományos kínai nyelvű fordítását Ha Tö-cseng (Ha Decheng) készítette el. Az arabot, a népi kínait, a hagyományos kínait és a Koránt Ma Fu-hsziang (Ma Fuxiang) muszlim tábornok által pénzelt ninghszia (ningxia)i iszlám iskolákban tanítottak.

## Neotradicionalizmus vs. Nyugati gondolkodás
Noha a május negyedike mozgalom részleges sikereket ért el a kínai hagyományos kultúra lebontásában és eltávolításában,[forrás?] még mindig sokan kitartóan állították, hogy a kínai nemzet alapjai csak a kínai hagyományok és ősi értéki lehetnek. A nyugati civilizáció behatolása elleni fellépésből három neotradicionális gondolkodásmód származott: a „nemzeti lényeg”, a „nemzeti jelleg” és az „új konfucianizmus” létrehozása. Mindegyik gondolati iskola elítélte az individualizmus, a materializmus és az utilitarizmus nyugati értékeit, mint Kína fejlődésének elvetendő irányait. Minden iskola sajátos célokat tűzött maga elé. A „nemzeti lényeg” iskola arra törekedett, hogy fedezzék fel a hagyományos kultúra olyan nézeteit, amelyek jól szolgálhatják Kína nemzeti fejlődését. Az ilyen hagyományos szempontok különféle filozófiai és vallási gyakorlatokból álltak, amelyek a konfucianizmussal párhuzamosan alakultak ki. A „nemzeti jelleg” iskolában támogatják a hagyományos családi rendszert, amely a május negyedike mozgalom elsődleges célja is. Ebben az iskolában a változáspártiak a nyugat-követőket „morál nélküli kagylónak” tekintették. Végül az „új konfucianizmus létrehozása” arra az elképzelésre összpontosított, hogy a konfuciánus értékek jobbak voltak, mint a nyugati értékek.[forrás?]
A nyugati kultúrára összpontosítókkal ellentétben a kínai neotradicionalisták azt állították, hogy Kína tévedne, ha nem a saját hagyományaiból eredő útjára lépne, különösen ebben a mindennap változó világban. A legfontosabb ellentét közöttük azonban az, hogy ez a három neotradicionalista gondolati irányzat nem vette figyelembe az egyént, ami a május negyedike mozgalom legfőbb alapeszméje.

## További ismeretek angolul
- Encyclopædia Britannica – Modern-Chinese-literature (en)
- alphahistory – may-fourth-movement (en)
- alphahistory – chinese-revolution-timeline-1912-1927 (en)
- Lu Hszün "Egy őrült naplója" (en)
- A Kínai Köztársaság története (en)
- Peking története (en)
- Kínai Kulturális forradalom (en)

## Fordítás
- Ez a szócikk részben vagy egészben  a   May Fourth Movement című angol Wikipédia-szócikk ezen változatának fordításán alapul.  Az eredeti cikk szerkesztőit annak laptörténete sorolja fel. Ez a jelzés csupán a megfogalmazás eredetét és a szerzői jogokat jelzi, nem szolgál a cikkben szereplő információk forrásmegjelöléseként.